# ビールーニー

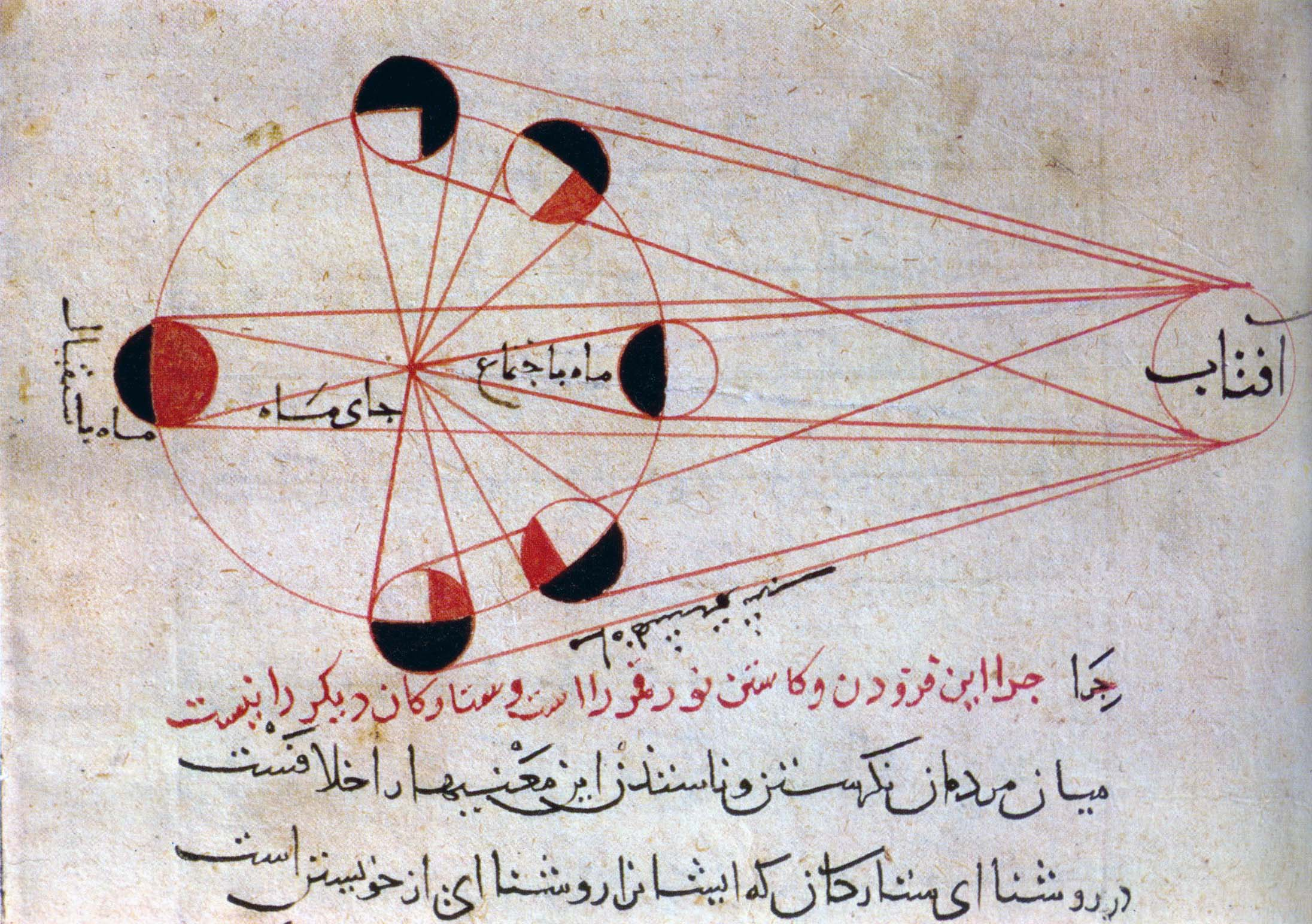
ビールーニーによって描かれた月の満ち欠け（月相）における大地から見た太陽光によって生じる光っている部分と影の部分との対応関係を示した図。右のやや大きめの円が太陽。左の大円の周囲に配された小円は地球を公転する月のそれぞれ位置を示し、赤い直線が陽光などの光線を表す。『占星術教程の書』（ペルシア語版）より

アブー・ライハーン・ムハンマド・イブン・アフマド・アル＝ビールーニー・アル＝フワーリズミー（Abū Rayḥān Muḥammad ibn Aḥmad al-Bīrūnī al-Khwārizmī, 973年9月4日/9月5日 - 1048年12月13日）は、10世紀のホラズム出身の学者。数学、天文、地理、歴史にわたって100篇を超える著書があったと見られる。現伝するのはそのうち30篇弱。代表的な著書としては、歴史書『過去の足跡』、地理書『インド誌』、精密科学書『占星術要約』、百科全書『マスウード宝典』があり、20世紀前半のアラビア科学研究における権威ジョージ・サートンは、11世紀前半を「ビールーニーの時代」と呼んだ。

## 生涯
アル＝ガダンファルによると、ビールーニーはヒジュラ暦362年巡礼月の3日（西暦973年9月4日）に、ホラズムの首府カースの「ビールーン」で生まれたという。ここで言う「ホラズム」は4世紀からホラーサーン地方に存在した王朝、アフリーグ朝を指し、「ビールーン」（bīrūn）とは（アラビア語ではなく）ペルシア語で「郊外」を意味する普通名詞である。なお、カース（Kāt or Kāth）は、20世紀ソ連の考古学的調査により、現在のウズベキスタン領内から城址が発掘され、近くにある街の名前が本項のビールーニーに敬意を示してベールーニーに改称された。
アブー・ナスル・マンスールの下で数学を学び、イラン、中央アジアの各地を遊歴した。イブン・スィーナー（アウィケンナ）とも交流を持った。サーマーン朝の君主マンスール2世やホラズム・シャーのマアムーンなどに仕えたが、ガズナ朝がマー・ワラー・アンナフルを征服するとこれに仕えるようになった。1000年頃、後にゾロアスター教の重要な資料となる『古代諸民族年代記』を執筆した。
1017年から1030年にかけて、ガズナ朝のスルターン・マフムードに仕えた。マフムードの十数回に及ぶインド遠征にたびたび随行し、インドの民俗、歴史、法律および言語をまとめた『インド誌』を1030年に完成させた。同年、天文学書『マスウード宝典』をまとめあげた。この本の中で、アーリヤバタの地球の自転説を紹介したが、採用はしていない。また、地球の半径を約6,339.6kmと計算している。現在の観測による数値（赤道面での半径）は6,378kmであり、極めて正確であったといえる。ちなみに『シャー・ナーメ』の著者フェルドウスィーとも同時代人である。
他に薬学全集『サイダナの書』（『薬学の書』）、鉱物事典『宝石の書』を執筆した。著書の数は120を超える。著書は主にアラビア語で執筆されている。『ヨーガ・スートラ』のアラビア語訳などインド関連の著作物が20編ほどあり、プトレマイオスの『アルマゲスト』をサンスクリットに翻訳することを試みたが、この翻訳が成功したことを示す証拠は今のところ見つかっていない。ユネスコから世界の記憶（世界記憶遺産）登録を受けた。

## イブン・スィーナーとの論争
同時代の医学者・哲学者のイブン・スィーナーの著作『問いと答え』(al-A`sila wa-l-agwiba) には、両者の間で交わされた書簡による論争が残されている。論争が行われたのはビールーニーが故郷のアラル海南方、フラーワズムのカースに戻った997年の後とされ、もしそうであれば、当時、ビールーニーはほぼ25歳、イブン・スィーナーは18差ごろである。論争が始まった経緯は不明。話題は自然学の様々なトピックにおよぶ。ビールーニーの問いにイブン・スィーナーが答え、さらにビールーニーが反問と答えが繰り返される形式である。前半の１－１０の問いはアリストテレス『天体論』についてであると明記されている。後半の８つの問いは改めて第１～第８問と番号がふられ、主にビールーニーの観察に基づく。ビールーニーの疑問は以下のようなものである。
アリストテレス『天体論』についての疑問
1. 天には重さがないか。
2. 天は不変か。
3. 方向は六つか。
4. 原子論はおかしいか。
5. 別の世界は存在しないか。
6. 天が卵型かレンズ型であれば、空虚ができるか。
7. 天の運動の始めは右からか。
8. 火の元素は球を成すか。
9. 熱はどのようにして太陽から地球に至るのか。光の本性はなにか。
10. 元素間の変換はどのようであるか。

その他の疑問
1. 球形のガラス容器に水を満たしたときに、光を集めるのはなぜか。
2. 四元素の全ては下に向かって運動するがその相対的な程度がちがうという説明と、火と空気は上に向かうという説明のどちらが正しいか。
3. 水中の中のものが見えるのは、なぜか。
4. 南と北で居住可能地域の割合が違うのはなぜか。
5. 4分割した四角形のうちの二つは、どのように接するか。
6. 空気を吸い出した瓶に水が昇って行くのはなぜか。
7. 瓶の中の水が凍ると、瓶が割れるのはなぜか。
8. 氷が水に浮くのはなぜか。

## 著作
- 『古代民族年代記』（Āthār al-Bāqiya ‘an al-qurūn al-khāliyah）
- 『マスウード宝典』（al-Qānūn al-Mas‘ūdī）
- 『占星術教程の書』（Kitāb al-Tafhīm li-awā'il ṣanā‘at al-tanjīm）
- 『インド誌』（Taḥqīq mā lil-Hind min maqūlah maqbūlah fī al-‘aql 'aw mardhūlah）
- 『宝石の書』（Kitāb al-Jamāhir fī Ma‘rifat al-Jawāhir）（URL: Kitab al-Jamahir: on Gemstones (English) ）
- 『サイダナの書』（『薬学の書』）（Kitāb al-ṣaydana）